# ساله دل لانگه
ساله دل لانگه (به ایتالیایی: Sale delle Langhe) یک کومونه در ایتالیا است که در استان کونیو واقع شده‌است. ساله دل لانگه ۱۰٫۹ کیلومتر مربع مساحت و ۵۰۹ نفر جمعیت دارد و ۴۸۰ متر بالاتر از سطح دریا واقع شده‌است.